# Jean Gehret
Jean Gehret (Genève, 10 januari 1900 - Parijs, 22 oktober 1956) was een Zwitsers acteur en filmproducent.

## Biografie

### Afkomst en opleiding
Gehret was een zoon van François Edouard. Hij was gehuwd met Irène Joachim. Zij was een dochter van Joszef Joachim, een violist die bevriend was met Johannes Brahms.

### Carrière
Gehret verliet Genève in 1927. Hij werd bestuurder bij de Concerts Poulet en het Symfonisch orkest in Parijs. In de jaren 1930 leerde hij Jean Renoir kennen en speelde hij mee in enkele van diens films, zoals La Chienne, Boudu sauvé des eaux, La Nuit du carrefour. Van 1942 tot 1945 was hij productiemanager. Vervolgens was hij als filmproducent betrokken bij Le Café du cadran (1947) en tussen 1948 en 1952 bij Tabusse, Le Crime des justes, Orage d'été en La Loterie du bonheur. In 1955 maakte hij een kortfilm over La Fête des vignerons. Vervolgens was hij tot aan het einde van zijn leven bestuurder van het Pasdeloup-orkest in Parijs.